# Jaume Custodi Torres
Jaume Custodi i Torres (Santa Coloma de Queralt, 7 de setembre de 1922 - Santa Coloma de Queralt, 21 de desembre de 2016) va ser un agricultor, cooperativista, lluitador antifranquista i polític català. Va ser diputat a les Corts espanyoles durant la Segona Legislatura. El 1954 es va casar amb na Maria Mercè Canosa i Canosa (1923-2007) amb qui va tindre 5 fills.
L'any 1959 va ser un dels socis fundadors de la «Cooperativa Comarcal Avícola», que després va esdevenir la «Cooperativa Agropecuaria y Caja Rural». En va ser el primer president i en soci número 1. L'any 1972 va deixar la presidència.
Durant el franquisme va estar implicat en iniciatives a favor de la cultura i en la recuperació de les llibertats nacionals de Catalunya, en grups antifranquistes de Santa Coloma, de les comarques de la Conca de Barberà i Segarra, Tarragona, Catalunya i en l'Assemblea de Catalunya, des d'una posició democràtica, catalanista i d'esquerres. Va ser cofundador del sindicat Unió de Pagesos. També va participar en la creació del Partit dels Socialistes de Catalunya (PSC) des de la Convergència Socialista de Catalunya i fou ponent del primer Congrés Socialista a Tarragona, el setembre 1976. L'estiu de 1976 va ser un dels instigadors i promotors de la Marxa de la Llibertat.
Militant del PSC-PSOE, fou escollit Diputat al Congrés dels Diputats per la província de Tarragona a les eleccions generals espanyoles de 1982. No es va presentar a les eleccions de 1986. Dins del Congrés dels Diputats va ser vocal de la Comissió d'Agricultura, Ramaderia i Pesca (1983-1986) i vocal de la Comissió de Recerca de l'Evolució i Situació de Rumasa (1983-1985).
Als anys 90, va ser un participant actiu en la lluita contra els abocadors que el pla director per a la gestió dels residus industrials de Catalunya planejava instal·lar a la comarca de la Conca de Barberà. El 2013 es va mostrar contrari a la independència de Catalunya.
El 2016, el PSC i partits de caràcter comarcal, la FIC i la UNIC, van organitzar-li un homenatge en el en reconeixement del seu compromís i lluita política de tota una trajectòria vital.